# Саратовский театр русской комедии

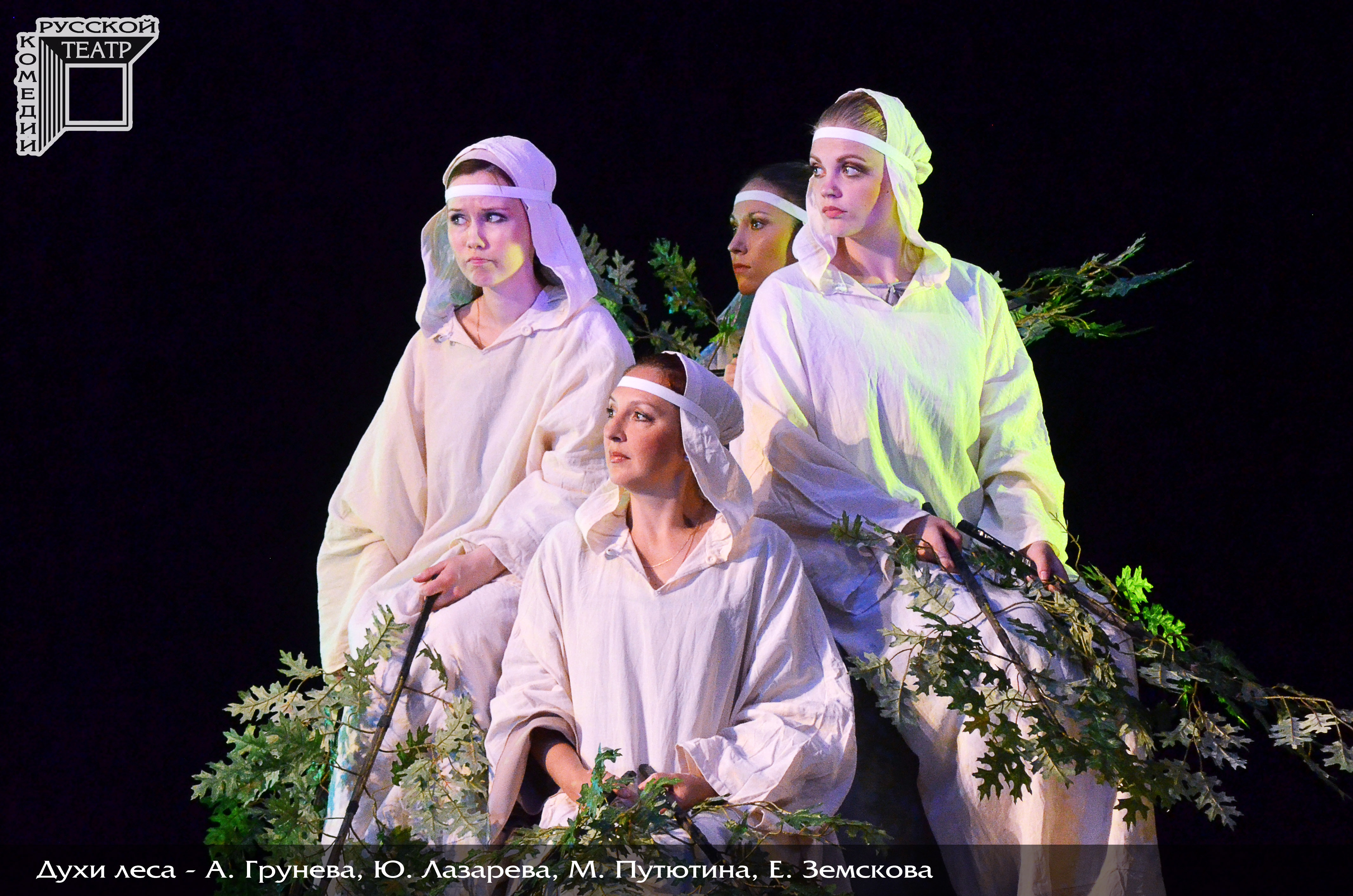
Сцена из спектакля «Звёздный мальчик» Духи леса — Александра Грунёва, Юлия Лазарева, Мария Путютина, Елена Земскова

Сара́товский теа́тр ру́сской коме́дии — один из молодых театров Саратова. С 1998 до 2007 года театр был самостоятельным учреждением культуры г. Саратова. С 2007 г. стал филиалом Саратовского академического театра драмы имени И. А. Слонова.
В репертуаре Театра русской комедии ранее шли пьесы А. П. Чехова, А. Н. Островского, Н. Р. Эрдмана, М. А. Булгакова, А.И Слаповского, А. В. Вампилова, Л. А. Филатова, И. Шварца, Н. М. Птушкиной, Ф. Вебера. Также в репертуар театра входили спектакли по пьесам ведущих комедиографов мира: Г. И. Горина «…Забыть
Герострата!», М. М. Зощенко «Горько!», А. Коровкина «Палата бизнес-класса», Р. Куни «Слишком женатый таксист», У. Шекспира «Двенадцатая ночь, или Что угодно», Ж.-Б. Мольера «Брак поневоле».
В 2016 году СМИ сообщали о предстоящей оптимизации театра (сокращении должностей), затем сообщалось о переезде и переносе спектаклей на сцену театра драмы. По состоянию на 2021 год Театр русской комедии не работает.

## Репертуар
• Цветом выделены спектакли, идущие в настоящее время 

### 2016
| Название                  | Автор          | Режиссёр      | Художник      | Дата премьеры |
| ------------------------- | -------------- | ------------- | ------------- | ------------- |
| «Царевна-Несмеяна»        | В. Илюхов      | О. Загумённов | О. Загумённов | 02.06.2016    |
| «Любовь до потери памяти» | В. Красногоров | О. Загумённов | О. Загумённов | 08.10.2016    |

### 2015
| Название                 | Автор       | Режиссёр        | Художник       | Дата премьеры |
| ------------------------ | ----------- | --------------- | -------------- | ------------- |
| «Звёздный мальчик»       | О. Уайльд   | Е. Костеневская | Ю. Наместников | 17.06.2015    |
| «Беда от нежного сердца» | В. Соллогуб | В. Шибаров      | Ю. Наместников | 07.10.2015    |
| «Проделки тёмных сил»    | В. Кобяков  | С. Игнашев      | А. Григорьева  | 27.12.2015    |

### 2014
| Название                                                   | Автор                   | Режиссёр      | Художник       | Дата премьеры |
| ---------------------------------------------------------- | ----------------------- | ------------- | -------------- | ------------- |
| «Зверь»                                                    | М. Гиндин, В. Синакевич | О. Белинский  | О. Колесникова | 15.03.2014    |
| «Играем детектив» по пьесе «Ловушка для одинокого мужчины» | Р. Тома                 | О. Загумённов | О. Колесникова | 05.04.2014    |
| «Потеха — для смеха»                                       | О. Розум                | В. Шибаров    | Е. Шибарова    | 23.05.2014    |
| «Лев Васька»                                               | П. Морозов              | О. Загумённов | О. Колесникова | 04.06.2014    |
| «Тринадцатая звезда»                                       | В. Ольшанский           | С. Игнашев    |                | 11.11.2014    |
| «Снежный бал»                                              | Л. Арли                 | В. Шибаров    | Е. Шибарова    | 21.12.2014    |

### 2013
| Название                 | Автор          | Режиссёр      | Художник      | Дата премьеры |
| ------------------------ | -------------- | ------------- | ------------- | ------------- |
| «Брак поневоле»          | Ж.-Б. Мольер   | О. Загумённов | О. Загумённов | 16.03.2013    |
| «Принцесса без горошины» | Е. Тыщук       | В. Шибаров    |               | 21.05.2013    |
| «Про кота и про любовь»  | И. Чернышёв    | С. Игнашев    |               | 06.06.2013    |
| «Завещание обжоры»       | М. Соколовский | В. Шибаров    | Е. Шибарова   | 27.11.2013    |
| «В гостях у Метелицы»    | А.Пономарёв    | В. Шибаров    | Е. Шибарова   | 20.12.2013    |

### 2012
| Название                                 | Автор               | Режиссёр      | Художник       | Дата премьеры |
| ---------------------------------------- | ------------------- | ------------- | -------------- | ------------- |
| «Двенадцатая ночь, или Что угодно»       | У. Шекспир          | О. Загумённов |                | 04.2012       |
| «Сделай свой мир красивым»               | С. Королёва         | В Шибаров     | А. Иванова     | 06.2012       |
| «Мамаклава»                              | П. Морозов          | О. Загумённов | Ю. Наместников | 06.2012       |
| «Куплю пакетик разума»                   | Ник Ворок           | В. Шибаров    | А. Иванова     | 10.2012       |
| «Новогодние чудеса, или Баба-Яга против» | Б. Аронов, А. Чупин | О. Загумённов | А. Иванова     | 28.12.12      |

### 2011
| Название               | Автор                       | Режиссёр      | Художник       | Дата премьеры |
| ---------------------- | --------------------------- | ------------- | -------------- | ------------- |
| «Любовь до гроба»      | А. Николаи                  | А. Альбанов   | Ю. Наместников | 02.2011       |
| «Королевская корова»   | Л. Титова, А. Староторжский | В. Шибаров    | Е. Шибарова    | 04.2011       |
| «Люди, звери и бананы» | А. Соколова                 | О. Загумённов | Ю. Наместников | 06.2011       |
| «Палата бизнес-класса» | А. Коровкин                 | О. Загумённов | Ю. Наместников | 10.2011       |
| «Дед Мороз, ау-у-у-у!» | М. Новаков                  | О. Загумённов |                | 12.2011       |

### 2009—2010
| Название                            | Автор                | Режиссёр      | Художник       | Дата премьеры |
| ----------------------------------- | -------------------- | ------------- | -------------- | ------------- |
| «Все мыши любят сыр»                | Д. Урбан             | А. Степанов   | Ю. Наместников | 10.2010       |
| «Горько!..»                         | М. Зощенко, А. Бонди | О. Загумённов |                | 12.2010       |
| «Стеклянный, Оловянный, Деревянный» | В. Ольшанский        | Т. Шишова     |                | 10.2009       |
| «…Забыть Герострата!»               | Г. Горин             | В. Шибаров    |                | 12.2009       |

### 2006—2008
| Название                            | Автор       | Режиссёр      | Художник | Дата премьеры |
| ----------------------------------- | ----------- | ------------- | -------- | ------------- |
| «Ужин дураков»                      | Ф. Вебер    | Т. Шишова     |          | 06.2008       |
| «Плачу вперед»                      | Н. Птушкина | В. Шибаров    |          | 10.2008       |
| «Как Баба-Яга дочек замуж отдавала» | В. Илюхов   | Т. Шишова     |          | 12.2008       |
| «Золотой цыпленок»                  | В.Орлов     | В. Кабанов    |          | 05.2007       |
| «Слишком женатый таксист»           | Р. Куни     | В. Шибаров    |          | 11.2007       |
| «Сказочные приключения»             | Б. Федотов  | С. Литовченко |          | 12.2007       |
| «Как Иванушка ума-разума набирался» | Б. Федотов  | В. Шибаров    |          | 04.2006       |

## Театральная труппа
| Артист                          | Работа в театре | Образование |
| ------------------------------- | --------------- | --- |
| Грунёва, Александра Сергеевна   | с 2008 года     | Окончила Екатеринбургский государственный театральный институт (курс Н. Коляды).                                  |
| Земскова, Елена Николаевна      | с 2014 года     | Окончила театральный факультет СГК им. Л. Собинова (курс Г. А. Аредакова) в 2014 году.                            |
| Игнашев, Сергей Николаевич      | с 2003 году     | Окончил театральный факультет СГК им. Л. Собинова (курс В. А. Ермаковой) в 2002 году.                             |
| Илларионов, Богдан Олегович     | с 2012 года     | Окончил театральный факультет СГК им. Л. Собинова (курс Т. П. Кондратьевой, В. И. Мамонова) в 2013 году.          |
| Кашинский, Алексей Анатольевич  | с 2001 года     | Окончил Ярославский государственный театральный институт, курс «Актер драматического театра и кино» в 2000 году.  |
| Лазарева, Юлия Владимировна     | с 2001 года     | Окончила театральный факультет СГК им. Л. Собинова (курс В. А. Ермаковой) в 1998 году.                            |
| Новохатский, Александр Иванович | с 2001 года     | Окончил Воронежский Государственный институт искусств по курсу «Актёр драматического театра и кино» в 1986 году.  |
| Нусс, Ольга Михайловна          | с 2008 года     | Окончила Пермский государственный институт искусства и культуры, курс «Актёр драматического театра» в 2001 году.  |
| Раенко, Лидия Львовна           | с 2005 года     | |
| Стаханова, Марина Аркадьевна    | с 2000 года     | Окончила Воронежский Государственный институт искусств по курсу «Актер драматического театра и кино» в 1981 году. |
| Степанов, Андрей Геннадьевич    | с 2005 года     | Окончил театральный факультет СГК им. Л. Собинова (курс В. А. Ермаковой) в 1990 году.                             |
| Шибарова, Елена Анатольевна     | с 2001 года     | Окончила Горьковское театральное училище, курс «Актёр театра кукол, ТЮЗа» в 1985 году.                            |
| Юдин, Михаил Юрьевич            | с 2003 года     | Окончил театральный факультет СГК им. Л. Собинова (курс В. З. Федосеева) в 2002 году.                             |

### Ранее работали
| - Тополага Константин - Попов Андрей - Боробов Илья - Ермакова Ирина - Тверетинов Илья - Тимонов Дмитрий - Сластных Людмила - Гулин Александр | - Баканина Лариса - Кузнецова Ольга - Литовченко Сергей - Мельник Татьяна - Саулов Валерий - Шибаров Владимир - Кондрашин Павел - Балташёва Людмила |

## Награды
Театр неоднократно номинировал спектакли на региональный театральный фестиваль «Золотой Арлекин».

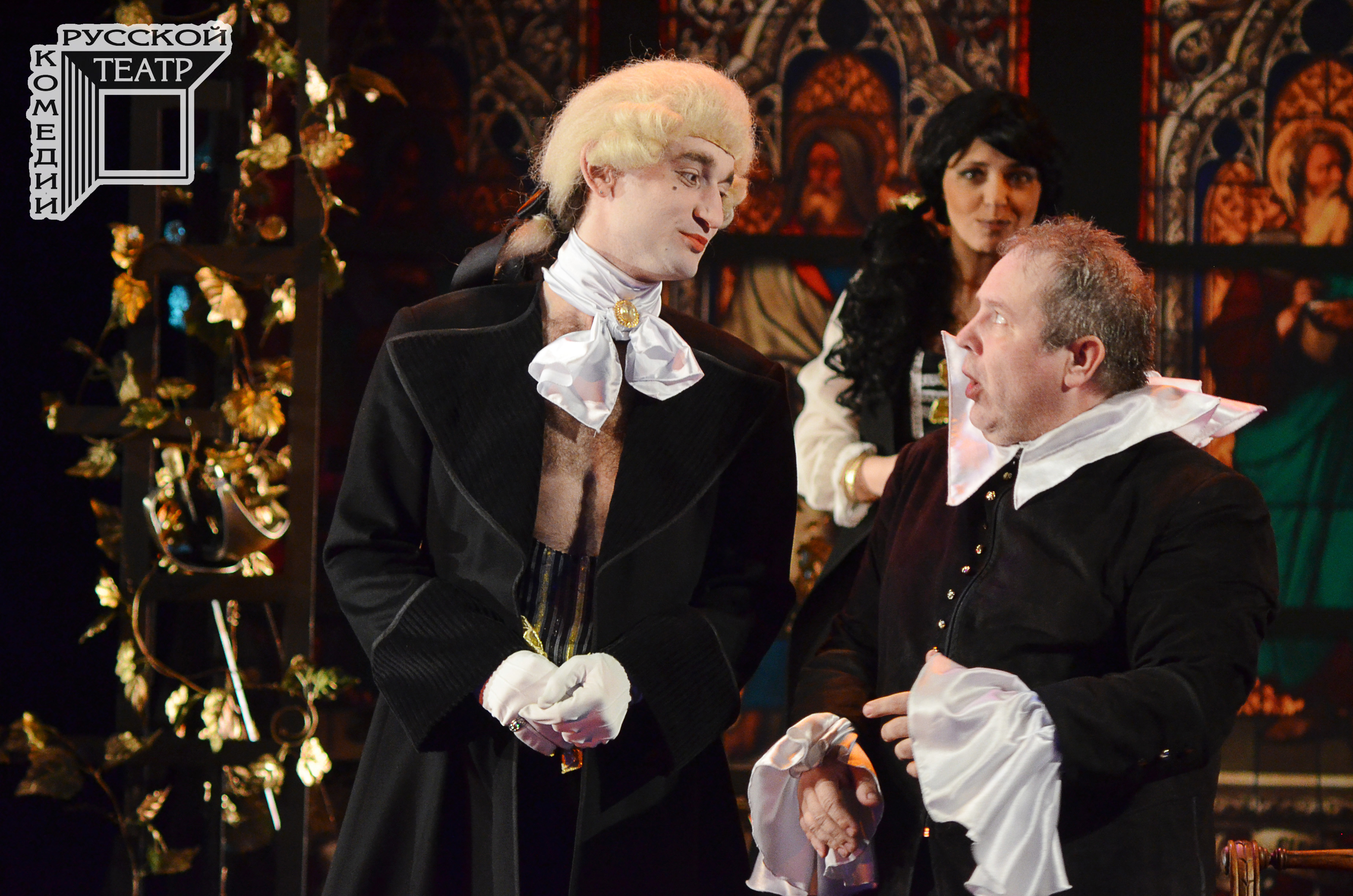
Сцена из спектакля «Брак поневоле» Альсид — Илья Боробов, Сганарель — Михаил Юдин

- Лауреат III областного театрального фестиваля «Золотой Арлекин» — Константин Тополага за роль Подсекальникова в спектакле «Самоубийца», в номинации «Лучшая работа актёра в драматическом театре (мужская роль)», 2005 г.
- Лауреат V областного театрального фестиваля «Золотой Арлекин» — Сергей Игнашев за роль Бобби Франклина в спектакле «Слишком женатый таксист», в номинации «Эпизод», 2009 г.
- Лауреат VII областного театрального фестиваля «Золотой Арлекин» — Илья Боробов за роль Альсида в спектакле «Брак поневоле», в номинации «Дебют», 2014 г.